# Keef Hartley
Keef Hartley (narozen jako Keith Hartley 8. dubna 1944, Preston, Lancashire – 26. listopadu 2011) byl britský bubeník a kapelník.

## Život
Keefova hudební kariéra začala tak, že v populární liverpoolské kapele Rory Storm and the Hurricanes nahradil Ringo Starra, který v roce 1962 odešel k Beatles. Následně Keef hrál a nahrával s The Artwoods a později se stal známým jako bubeník u Johna Mayalla. V roce 1968 založil skupinu The Keef Hartley Band, mixující jazz, blues a rock 'n' roll do jazz-rockového zvuku srovnatelného se kapelou Blood, Sweat & Tears nebo Chicago. Skupina hrála na Woodstocku roku 1969 a vydala 4 populární alba, včetně Halfbreed a The Battle of North West Six.
V listopadu 1974 britský hudební magazín NME informoval o tom, že Hartley, který byl po rozpadu své skupiny v roce 1972 dlouho neaktivní, zformoval novou skupinu s názvem Dog Soldier. V roce 1975 nahráli jedno album Dog Soldier, pojmenované po kapele.
Roku 2007 Hartley vydal autobiografii, nezvanou Halfbreed (A Rock and Roll Journey That Happened Against All The Odds). Píše v ní o svém životě, vyrůstání v Prestonu a kariéře bubeníka a kapelníka, včetně vystoupení Keef Hartley Band na Woodstocku v roce 1969.

## Diskografie

### Keef Hartley Band
- Halfbreed (1969)
- The Battle of North West Six (1969)
- The Time is Near (1970) – UK #41
- Overdog (1971)
- Seventy-Second Brave (1972)
- Not Foolish, Not Wise (2003)

### Sólové desky
- Lancashire Hustler (1973)

### Little Big Band
- Little Big Band (live at Marquee Club) (1971)

### Dog Soldier
- Dog Soldier (1975)